# Зелёный Дол (малый ракетный корабль)
«Зелёный Дол» — малый ракетный корабль проекта 21631 «Буян-М» Балтийского флота ВМФ России, четвёртый корабль серии.

## История строительства
В тендере на строительство кораблей проекта 21631 участвовало девять судостроительных предприятий. Тендер был выигран Зеленодольским ССЗ 17 мая 2010 года, а уже 28 мая был подписан контракт на строительство кораблей данной серии.
Корабль «Зелёный Дол», наименованный в честь города Зеленодольск, был заложен 29 августа 2012 года и спущен на воду 2 апреля 2015 года, став четвёртым кораблём этого проекта.
18 ноября 2015 года прибыл в пункт базирования Черноморского флота — город Севастополь.
12 декабря 2015 года на корабле был поднят Андреевский флаг и корабль вошёл в состав 41-й бригады ракетных катеров Черноморского флота.

## Служба
С 13 февраля по 14 апреля 2016 года корабль выполнял задачи в составе постоянной группировки ВМФ ВС России в Средиземном море.
С 15 августа по 17 сентября 2016 года боевая служба в Средиземном море совместно с однотипным МРК «Серпухов». 19 августа в ходе боевой службы корабли выполнили из восточной части Средиземного моря три пуска крылатых ракет «Калибр» по целям запрещённой в России террористической группировки «Джебхат ан-Нусра» в Сирии. В результате ударов уничтожены командный пункт и база террористов в районе населённого пункта Дар-Таазза, а также завод по производству миномётных боеприпасов и крупный склад вооружения в провинции Алеппо.
4 октября 2016 года МРК «Зелёный Дол» совместно с однотипным МРК «Серпухов» вышли из базы в Севастополе и направились в Средиземное море, где на основе плановой ротации вошли в состав постоянного оперативного соединения Военно-Морского Флота в дальней морской зоне.
По результатам 2016 года экипаж ракетного корабля стал лучшим среди малых ракетных кораблей ВМФ России в соревнованиях на приз Главкома ВМФ России, завоевал приз главкома по ракетной стрельбе, а также стал лучшим кораблём на Черноморском флоте.
С 4 по 28 октября 2016 года малые ракетные корабли «Зелёный Дол» и «Серпухов» совершили совместный переход из Севастополя в Балтийск, совершив деловые заходы в порты Валлетта (Мальта) и Сеута (Испания). Корабли официально вошли в состав 36-й бригады ракетных катеров Балтфлота.
По заказу и личной инициативе командира корабля был создан фильм собственного производства «Зеленый Дол. Жизнь корабля». Создатели: старшина 2 статьи М. С. Симанов, старший матрос А. В. Белугин.

## Командиры
- С 2015 года по 21.01.2017 года — капитан 3-го ранга Дербетов Владимир Валерьевич
- С 21.01.2017 года по настоящее время — капитан 2 ранга Дидусенко Сергей Владимирович
- С 2021 года по настоящее время - капитан 2 ранга Старков Артём Александрович